# زودلیشس آنهالت
شهر زودلیشس آنهالت (به آلمانی: Südliches Anhalt) در ایالت زاکسن-آنهالت در کشور آلمان واقع شده‌است.